# Soly Cissé
Pour les articles homonymes, voir Cissé.
Soly Cissé, né à Dakar en 1969, est un peintre, sculpteur, photographe, vidéaste et scénographe sénégalais.
Major de sa promotion de l'école des Beaux-Arts de Dakar en 1996, il est sélectionné en 1998 aux biennales de São Paulo et de Dakar, puis en 2000 à celle de La Havane. Il a fait partie de l'exposition collective « Sénégal contemporain » organisée par le musée Dapper en 2006.

## Œuvres
Admirateur de Francis Bacon et Basquiat, Soly Cissé compose une mythologie personnelle où se confondent des formes hybrides animales et humaines, des êtres improbables, des masques mortuaires...
- « Monde perdu », 2005, série
- « La Sortie des masques », 2008, série, huiles sur toile[3]

## Expositions
- 2005 : « Monde perdu », Paris, Centre Pompidou
- 2006: Partage: Soly Cissé, Jems Robert Koko Bi, Blaise Patrix, Galerie Atiss, Dakar, 2006.
- 2008 : Biennale de Dakar
- 2009 : « La Sortie des masques », Paris, Musée des Arts derniers
- 2010 : "Mondes Perdus", Lisbon, INFLUX CONTEMPORARY ART
- 2014 : Biennale 2014 Coll. "Universe'' Dakar, Esplanade de l’Hôtel de Ville ,
- 2017 : Les Mutants, Musée Dapper, Paris[1]

2025 : Soly Cissé, Le Monde Perdu, Paris, Galerie Chauvy